# Rajka
Rajka (allemand : Ragendorf) est un village de Hongrie situé dans le comitat de Győr-Moson-Sopron à la frontière avec la Slovaquie et à la frontière avec l'Autriche.

## Article connexe

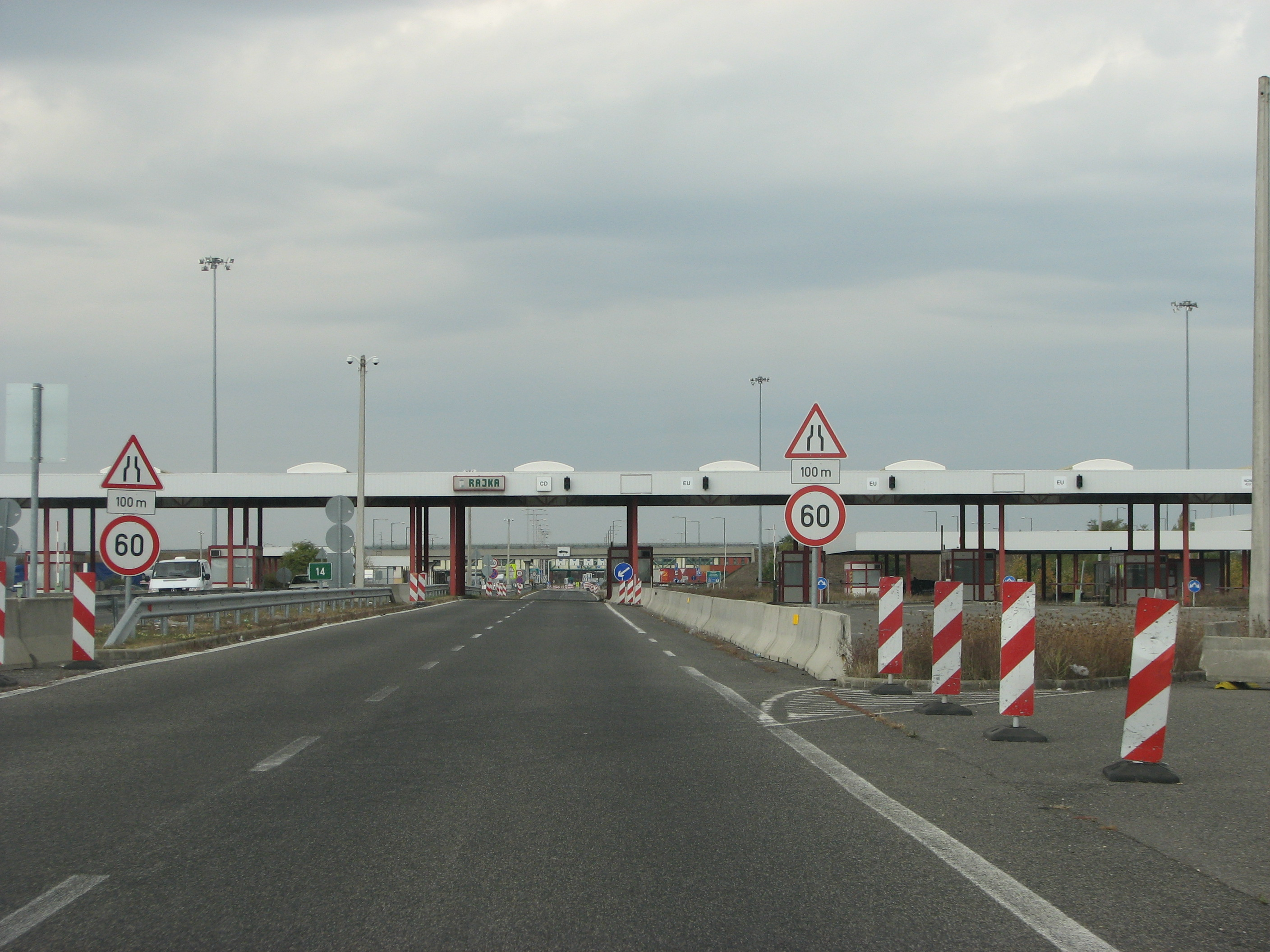
Poste frontière de Rajka.
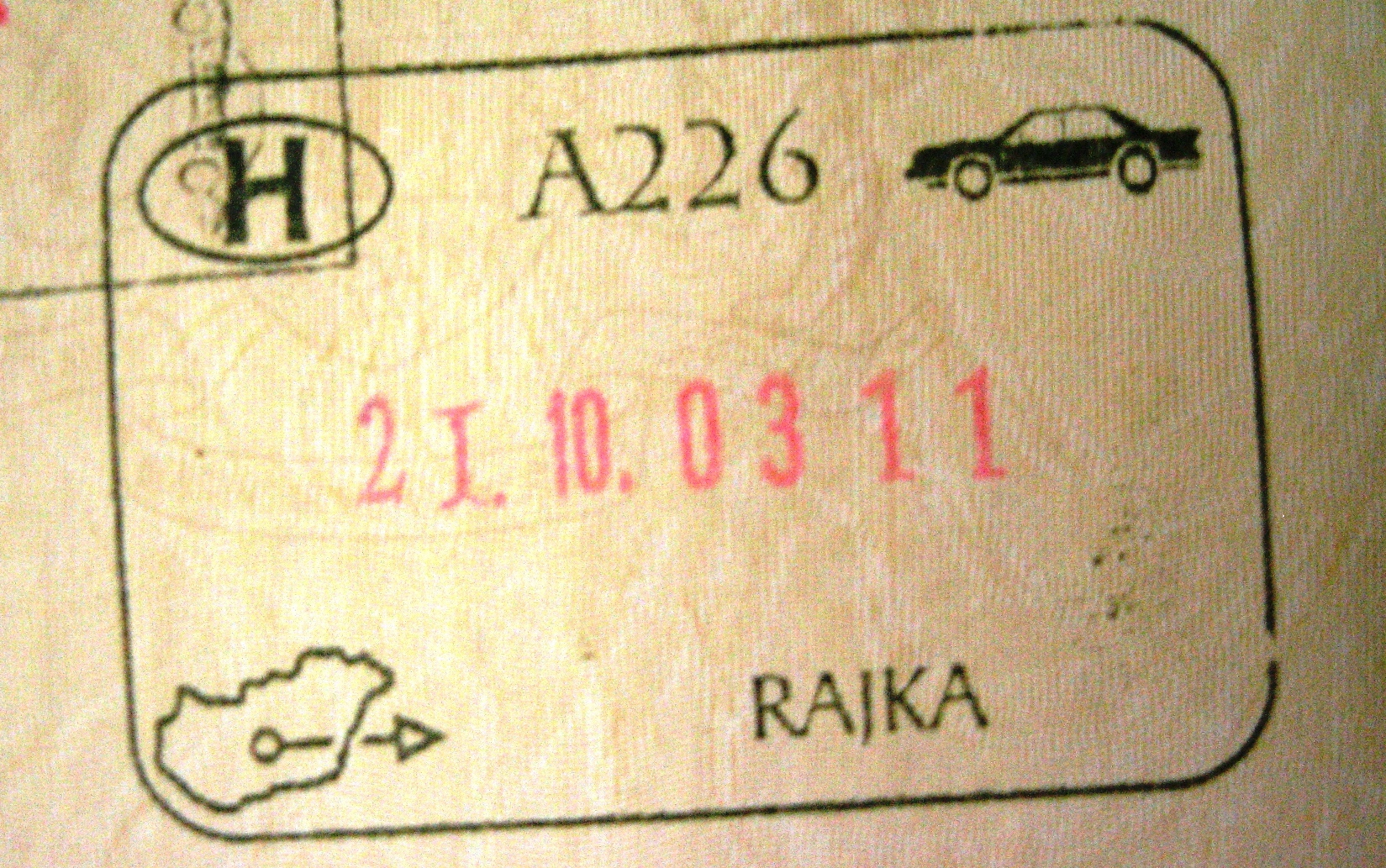
Cachet de sortie de Hongrie à Rajka.
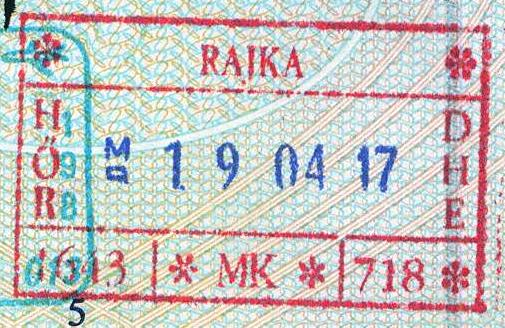
Cachet de sortie de Hongrie à Rajka.